# سفارة إستونيا في النرويج
سفارة إستونيا في النرويج هي أرفع تمثيل دبلوماسي لدولة إستونيا لدى النرويج. تقع السفارة في وهي تهدف لتعزيز المصالح الإستونية في النرويج.

## وصلات خارجية
- الموقع الرسمي
- قائمة سفارات إستونيا
- قائمة السفارات في النرويج